# Théorème de Cotes (cercle)
Pour les articles homonymes, voir Théorème de Cotes.

Illustration du théorème de Cotes pour. En notant r le rayon du cercle, le produit des distances rouges vaut et le produit des distances vertes vaut

En géométrie plane, le théorème de Cotes sur le cercle  établit une relation entre les distances d'un point aux sommets d'un polygone régulier et la distance de ce point au centre du polygone.
Énoncé en 1716 par Roger Cotes, il se démontre en général par l'utilisation des complexes. Il sert à factoriser les polynômes {\displaystyle x^{n}\pm r^{n}} et permet de décomposer des fractions rationnelles en éléments simples. Il permet également de mettre en évidence des formules trigonométriques.

## Énoncé
On considère un cercle de centre O et de rayon r et un entier naturel non nul n. On découpe le cercle en 2n parties égales à l'aide des points {\textstyle \left(A_{i}\right)_{i\in \{0,\cdots 2n-1\}}} et on considère un point M situé sur la demi-droite [OA0) alors 
{\displaystyle \left|OM^{n}-r^{n}\right|=MA_{0}\times MA_{2}\times \cdots \times MA_{2n-2}}
{\displaystyle OM^{n}+r^{n}=MA_{1}\times MA_{3}\times \cdots MA_{2n-1}}
Par exemple, pour n=2, ces égalités donnent, pour la première égalité, un cas particulier de la puissance d'un point par rapport à un cercle et pour la seconde égalité le théorème de Pythagore.

## Historique
Le théorème est énoncé par Roger Cotes en 1716 et découvert par son cousin Robert Smith dans ses papiers après sa mort. Le but de Cotes était de factoriser des polynômes de la forme xn - rn ou xn + rn de manière à pouvoir décomposer des fonctions rationnelles en éléments simples et ainsi les intégrer plus facilement. En effet, en notant x la distance OM, grâce à l'axe de symétrie (OA0) et en utilisant le théorème d'Al-Kashi, les deux formules conduisent aux formes suivantes :
{\displaystyle x^{n}-r^{n}=(x^{2}-r^{2})\prod _{k=1}^{m-1}\left(x^{2}-2xr\cos \left({\frac {2k\pi }{n}}\right)+r^{2}\right)} si {\displaystyle n=2m}
{\displaystyle x^{n}-r^{n}=(x-r)\prod _{k=1}^{m}\left(x^{2}-2xr\cos \left({\frac {2k\pi }{n}}\right)+r^{2}\right)} si {\displaystyle n=2m+1}
{\displaystyle x^{n}+r^{n}=\prod _{k=0}^{m-1}\left(x^{2}-2xr\cos \left({\frac {(2k+1)\pi }{n}}\right)+r^{2}\right)} si {\displaystyle n=2m}
{\displaystyle x^{n}+r^{n}=(x+r)\prod _{k=0}^{m-1}\left(x^{2}-2xr\cos \left({\frac {(2k+1)\pi }{n}}\right)+r^{2}\right)} si {\displaystyle n=2m+1}
Une première démonstration par Henry Pemberton (en) en 1722 utilise le développement en série de sin(nθ) et cos(nθ). Abraham De Moivre en fait une nouvelle démonstration en 1730 en utilisant les complexes et sa formule
Il en généralise la formule permettant ainsi une factorisation de x2n-2Lxn+1. De telles propriétés sont de fait parfois appelées propriétés de Cotes-De Moivre sur le cercle.
En 1797, John Brinkley en fait une démonstration n'utilisant pas les complexes
En 1797 et 1806, de manière indépendante, Caspar Wessel et Jean-Robert Argand mettent en place une interprétation géométrique des complexes. La démonstration de ce théorème en est alors simplifiée.  Wessel en propose une démonstration simple et Argand une généralisation proche de celle de De Moivre.
Le théorème de Cotes permet également de démontrer des égalités trigonométriques,.